# Monasterio de la Madre de Dios (Olmedo)
El monasterio de la Madre de Dios, es un monasterio de monjas dominicas fundado en 1528 como Beaterio, bajo la advocación de Sta. Catalina, bajo la protección de Doña Francisca de Zúñiga, abadesa de San Payo el real de Santiago, localizado en Olmedo, Provincia de Valladolid, España.

## Origen e historia
Fundado en 1528, hacia 1830 adoptó el orden de clausura. Durante la primera desamortización, el monasterio a pesar de la prohibición del gobierno, siguió en activo en la figura de la priora Madre Isabel de Garcimartín, que junto con tres novicias con ropa de seglar, mantuvieron el monasterio hasta 1868, cuando retomó su condición religiosa, aunque con menos auge llegando casi a desaparecer en años posteriores.
En la década de 1950, pidió ayuda a la Comunidad de Dominicas de Daroca (Zaragoza) la cual les remite tres monjas para continuar con la obra religiosa (entre ellas, Sor Teresita del Niño Jesús Pérez de Iriarte). El edificio actual data del siglo XVII y fue reconstruido en el siglo XIX.

## Publicaciones
El Monasterio ha hecho varias publicaciones de libros, escritos por Madre Teresa M. de Jesús Ortega.
- "Historia de un Sí", COLECCIÓN VIDA RELIGIOSA, N.º 19. EDITORIAL COCULSA. 2.ª ED. MADRID, 1963. (traducido al italiano y al chino).
- "Sí a nuestros compromisos" (traducido al inglés).
- "Sí, Dios".
- "¿Qué dijo Dios al volver?" (sobre Sta. Catalina de Siena).
- "Canto rodado" (vida de Madre Teresa M. Ortega) por D. Baldomero Jiménez Duque.
- Trigo de su era: 1738 pensamientos desde la vivencia de la fe, Edibesa, 2003.ISBN 84-8407-412-9.